# Privolnoye
Privolnoye (in armeno Պրիվոլնոյե?) è un comune di 1 022 abitanti (2001) della Provincia di Lori in Armenia.